# Аргентино-боливийские отношения
Аргентино-боливийские отношения — двусторонние дипломатические отношения между Аргентиной и Боливией. Протяжённость государственной границы между странами составляет 942 км.

## История
Между странами сложились добрососедские отношения. В 1980-х годах возникла напряженность из-за неспособности Аргентины оплатить поставленный Боливией природный газ. В ноябре 1988 года между правительствами двух стран было достигнуто соглашение по оплате задолженности, которая на начало 1989 года составляла сумму свыше 100 млн. долларов США. Для Боливии выручка от реализации природного газа имеет решающее значение для развития экономики, прекращение Аргентиной закупок боливийского природного газа в 1992 году, едва не оказалось катастрофическим. 
В 2012 году правительства Аргентины и Боливии заключили новый договор о поставке природного газа сроком действия до 2017 года.